# الاجنات (مذيخرة)

تعديل مصدري - تعديل

الاجنات محلة تابعة لقرية العقرمي، التابعة لعزلة الاشعوب بمديرية مذيخرة إحدى مديريات محافظة إب في الجمهورية اليمنية، بلغ تعداد سكانها 123 حسب تعداد اليمن لعام 2004.